# Novotroitsk
Novotroitsk (del ruso: Новотро́ицк) es una ciudad en el óblast de Oremburgo, Rusia. Situada a la orilla derecha del curso medio-alto del río Ural, muy cerca de la ciudad de Orsk y de la frontera con Kazajistán.

## Historia
Novotroisk fue fundada en el año 1920, pero se desarrolla en el año 1930, en la clase obrera destacan los trabajadores de la metalúrgica. El 13 de abril de 1945 recibe el estatus de ciudad.

## Demografía
| Gráfica de evolución de Novotroitsk entre 1939 y 2020 |
|                                                       |